# Campionato mondiale giovanile di scherma 1952
Il Campionato mondiale juniores di scherma del 1952 ("1952 World Juniors Fencing Championships") è stato organizzato dalla Federazione internazionale della scherma e si è svolto a Cremona in Italia dal 12 al 14 aprile.
Nel fioretto, si è aggiudicato il titolo di campione del mondo giovani il francese René Cintrat, che ha battuto in finale il francese Roger Bulthe.
Nella sciabola l'italiano Paolo Narduzzi prevale sul belga Jean Henriet.

## Podi

### Uomini
| Specialità  | Oro            | Argento      | Bronzo                           |
| Individuali |                |              |                                  |
| Fioretto    | René Cintrat   | Roger Bulthe | Yves Lavoipierre Arturo Montorsi |
| Sciabola    | Paolo Narduzzi | Jean Henriet | Guido Benvenuti Mario Germani    |

## Medagliere
| Pos.   | Nazione | Oro | Argento | Bronzo | Totale |
| ------ | ------- | --- | ------- | ------ | ------ |
| 1      | Francia | 1   | 1       | 1      | 3      |
| 2      | Italia  | 1   | 0       | 2      | 4      |
| 3      | Belgio  | 0   | 1       | 0      | 1      |
| Totale | Totale  | 2   | 2       | 4      | 8      |